# Belice en los Juegos Olímpicos de Sídney 2000
Belice estuvo representado en los Juegos Olímpicos de Sídney 2000 por dos deportistas, un hombre y una mujer, que compitieron en atletismo.
La portadora de la bandera en la ceremonia de apertura fue la atleta Emma Wade. El equipo olímpico beliceño no obtuvo ninguna medalla en estos Juegos.